# 赖斯巴赫
赖斯巴赫是德国巴伐利亚州的一个市镇。总面积94.21平方公里，总人口7671人，其中男性3912人，女性3759人（2011年12月31日），人口密度81人/平方公里。